# 스노우 브라더스 2
날씨 파라다이스: 스노우 브라더스(일본어: おてんきパラダイス:スノーブラザーズ, 영어: Snow Bros 2: With New Elves)는 1994년 4월 하나프램에서 발매한 스노우 브라더스의 속편이다. 전작과 달리 이식판은 없다.

## 게임 내용
캐릭터가 4명으로 늘었으며 4인 플레이가 가능하게 되었다. 캐릭터의 종류는 닉(눈),보비(번개),로이(물),리차드(바람)이다. 또 6개의 월드로 이루어져 있으며 각 스테이지는 또 다시 6개의 층(보스 포함)으로 나누어진다. (단, 월드 3과 월드 6은 레인보우 아일랜드와 비슷하게 위로 올라가는 형식의 한 스테이지이다) 1탄처럼 싹쓸이로 클리어 시 축의금 아이템이 내려오는데, 1탄보다는 늦게 사라지고 눈덩이 1개 이하(0개는 트로피로 클리어했을 때)로 클리어 시 GREAT(10000점), 눈덩이 2개로 클리어 시 NICE(5000점), 눈덩이 3~4개로 클리어 시 GOOD(3000점)으로 내려온다. 그리고 5개 이상의 경우 아이템이 내려오지 않는다. 이러한 조건으로 인해 싹쓸이가 더 까다로워졌다. 그리고 스테이지 중간에 숨겨진 비밀 상자가 존재하는데, 평소에는 투명한 모습이다가, 상자가 있는 위치에 눈덩이를 던지면 나타난다. 눈덩이를 일정 횟수만큼 맞으면 열리면서 아이템 또는 30000점짜리 돈 봉투가 나타난다.

## 아이템
- 푸른색 음료수: 슛의 파워 업
- 빨간색 음료수: 플레이어의 스피드 업
- 노란색 음료수: 슛의 사정거리 길어짐
- 트로피: 캐릭터의 몸이 부풀어오르며 플랫폼을 뚫고 적들을 닿는 대로 죽일 수 있음(1탄의 녹색 약에 해당하며 1탄과 달리 스테이지의 모든 적을 죽일 시에도 싹쓸이가 인정됨)
- 사과: 이전 스테이지에서 싹쓸이를 했을 때 나타나는 사과를 가진 몬스터를 죽이거나(눈덩이로 쳐서 죽어도 인정) 비밀 상자에서 얻어서 사과에 적힌 E, X, T, R, A를 모두 획득하면 1UP을 받는다.

## 테크닉
- 밑으로 점프가 가능해짐
- 눈덩이 말고도 다른 플레이어를 밟아 일반 점프로 못 올라가는 플랫폼에 올라가는 것이 가능해짐. 단, 1탄의 몇몇 스테이지처럼 반드시 위로 올라가야만 하는 경우는 드물다.

## 여담
- 1인 플레이 한정으로 튜토리얼을 끝까지 보면 3540점을 준다.
- 초기 하이스코어 이니셜이
OTE
NKI
_PA
RAD
ISE
로 되어 있는데 이것을 가로로 쓰면 OTENKI_PARADISE(날씨 파라다이스)가 된다.
- 3~4인 플레이 시 4~5스테이지의 모든 적들을 전멸시킨 후에도 ‘WARNING’이라고 뜨며 적들이 다시 나타나서 해당 스테이지를 다시 클리어하게 된다.